# Sonatas para violín números 1-4 (Mozart)
Las cuatro primeras sonatas para violín, K. 6-9, de Wolfgang Amadeus Mozart se encuentran entre sus primeras composiciones. Fueron escritas por un Mozart en ciernes entre 1762 y 1764, y constituyen una iniciación de Mozart en muchos aspectos: por ejemplo, son sus primeras obras que incorporan el violín, las primeras escritas para más de un instrumento, las primeras estructuradas en más de un movimiento y son las primeras en forma sonata. De hecho, todas las composiciones de Mozart antes de estas cuatro sonatas habían sido breves piezas para teclado solo.
Mozart tendría entre seis y ocho años de edad cuando compuso estas obras; así, numerosos especialistas consideran que fueron puestas por escrito al dictado del niño por su padre, Leopold: estas cuatro obras se preservan en el manuscrito con letra de Leopold.
Todas las sonatas tempranas para violín de Mozart son en realidad sonatas para teclado con acompañamiento de violín, un hecho que se ve reforzado por el título original de las cuatro obras KV 6-9: Sonates pour le clavecin qui peuvent se jouer avec l'accompagnement de violon. De esta forma, es bastante legítimo interpretar estas obras en teclado solo.
Al componer estas sonatas, el pequeño Mozart pudo haber sido influido por la música del compositor e intérprete alemán Johann Schobert, que vivía y trabajaba en París cuando la familia Mozart llegó allí en noviembre de 1763. Schobert, de hecho, ya había publicado una serie de sonatas para teclado con acompañamiento de violín, que posiblemente sirvieron como modelo para el joven Mozart.

## N.º 1 (KV 6) en do mayor
La fecha y el lugar de composición precisas de esta composición es debatida: algunos sugieren que fue escrita en Salzburgo, la ciudad natal del pequeño Mozart, en 1762 o 1763; otros sugieren que fue compuesta en París en 1763 o 1764, durante la primera visita de Mozart a esta ciudad. En cualquier caso, fue publicada en París en febrero de 1764, junto con otra sonata para violín, KV 7, como el «opus 1» de Mozart.
Consta de cuatro movimientos:
1. Allegro
2. Andante
3. Menuetto I y II
4. Allegro molto

El teclado y el violín interactúan de varias maneras a lo largo de la pieza: el violín hace de eco de la melodía del teclado o los dos se mueven en sincronía. A veces, el violín dobla la melodía mientras el teclado proporciona el bajo. Es una obra de carácter vivo y alegre, en la que Mozart emplea exitosamente el bajo de Alberti.
El Notenbuch für Nannerl contiene versiones para piano solo de los primeros tres movimientos de esta sonata. Se piensa que los dos primeros movimientos y el Menuetto I del tercero fueron apuntados en el Notenbuch por Leopold en Bruselas en 1763. Una versión para piano solo del Menuetto II (junto con una versión para piano del tercer movimiento de la Serenata en re mayor de Leopold) puede también hallarse en el Notenbuch escrita por mano de Leopold, con el comentario «di Wolfgango Mozart d. 16ten Julÿ 1762»; Mozart estaba en Salzburgo en esa fecha.

## N.º 2 (KV 7) en re mayor
La obra fue publicada en el transcurso del gran viaje de la familia Mozart, concretamente en París en enero de 1764. Junto con la sonata KV 6, el padre de Mozart, Leopold, la publicó como el Opus 1 de su hijo y las dedicó a la princesa Victoria de Francia. Una serie posterior de sonatas, escritas entre 1777 y 1778, fue también publicado como Opus 1. Consta de tres movimientos:
1. Allegro molto
2. Adagio
3. Menuetto I y II

## N.º 3 (KV 8) en si mayor
Compuesta a finales de 1763 y publicada en 1764 en París como Op. 2, n.º 1. En el Nannerl Notenbuch, aparece una versión de esta obra para teclado solo como Allegro en si bemol mayor. Consta de tres movimientos:
1. Allegro
2. Andante grazioso
3. Menuetto I y II

## N.º 4 (KV 9) en sol mayor
Compuesta y publicada en 1764 en París como Op. 2, n.º 2. Consta de tres movimientos:
1. Allegro spiritoso
2. Andante
3. Menuetto I y II

Mozart usó una melodía del menuetto posteriormente en el movimiento lento de su innumerada Sinfonía en re mayor (KV 95/73n.